# Heilige Familie (Oberlar)

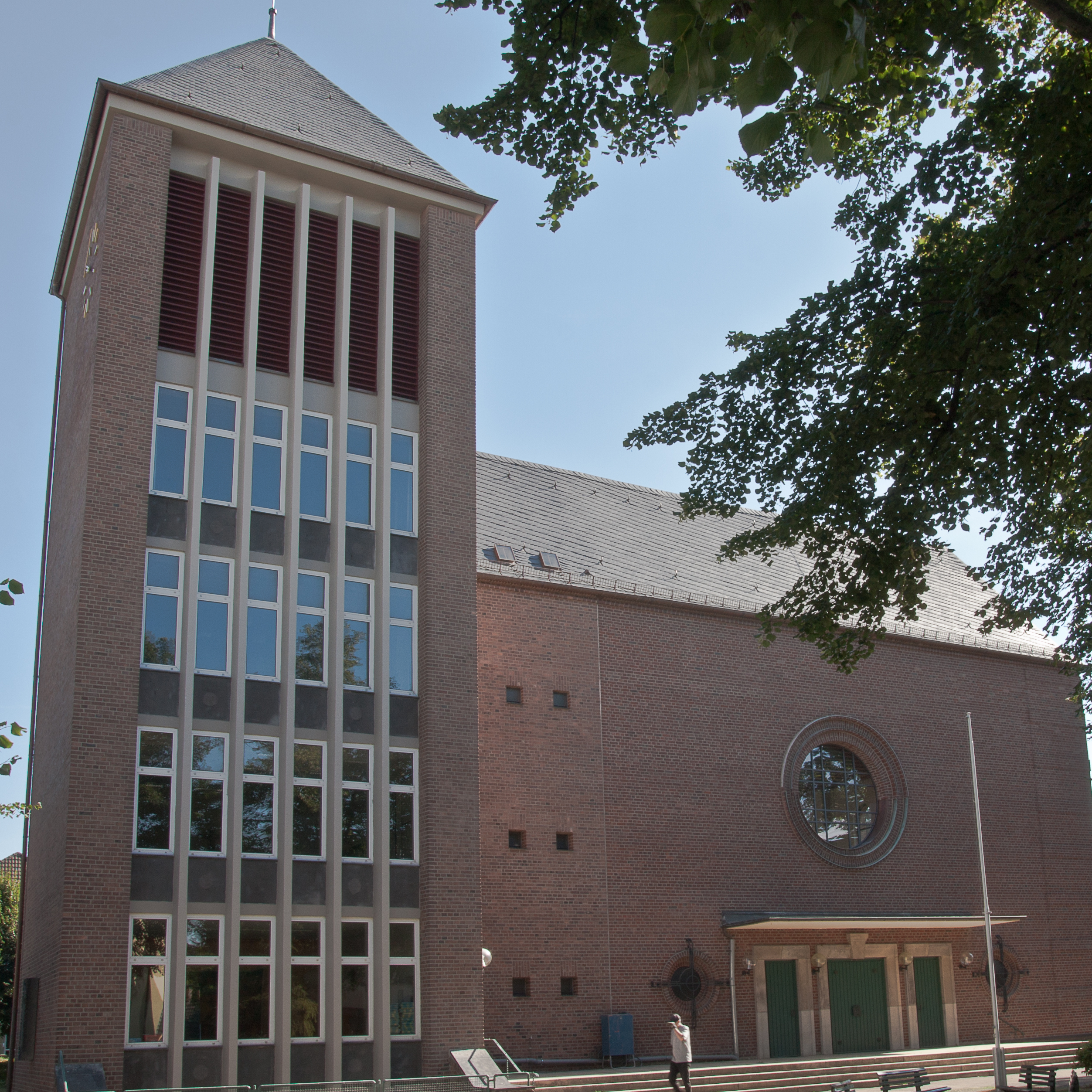
Pfarrkirche Heilige Familie in Oberlar

Die Kirche Heilige Familie ist eine römisch-katholische Pfarrkirche in Oberlar, einem Stadtteil von Troisdorf im nordrhein-westfälischen Rhein-Sieg-Kreis. Sie gehört zum Seelsorgebereich Troisdorf im Kreisdekanat Rhein-Sieg-Kreis (Erzbistum Köln). Die Kirche steht als Baudenkmal unter Denkmalschutz.

## Baugeschichte
Die den Stadtteil Oberlar beherrschende, repräsentative Pfarrkirche entstand in mehreren, insgesamt fast 50 Jahre auseinanderliegenden Bauabschnitten.
Im Jahr 1908 wurde der Grundstein gelegt. 1909 wurde das Gotteshaus geweiht. 1933 erweiterte man die Kirche. 1957 wurde mit der Ergänzung durch den wuchtigen Turm der Kirchenbau vollendet.
Aus dem Jahr 1903 stammt der Entwurf des Kölner Architekten Theodor Roß für eine Kirche im Stil des Historismus. Nach seinem Tod im Jahr 1930 wurde der zweite und dritte Bauabschnitt von seinem Sohn Paul ausgeführt.
Die ersten Pläne von 1908 sahen eine historistische Kirche vor, von der aus Kostengründen zunächst nur das Querschiff der dreischiffig geplanten Kirche erstellt wurden. Der Erste Weltkrieg und die anschließende Inflation führten dazu, dass erst 1933 mit dem Bau des Langhauses begonnen wurde, und zwar in einer schlichteren und kleineren Planung als ursprünglich vorgesehen – unter Verzicht auf Formen des Historismus – schlichter und kleiner gebaut. Zusammen mit der Reparatur von Kriegszerstörungen wurde die Kirche 1951 um einen Chorraum erweitert. 1957 folgte abschließend der Bau des Kirchturms nach Plänen des Siegburger Architekten Hans Lob.

## Glocken
Die sechs Kirchenglocken aus Bronze wurden 1957 in der  Eifeler Glockengießerei Hans August Mark in Brockscheid gegossen.
| Name            | Stimmung | Durchmesser (mm) | Gewicht (kg) | Inschrift |
| Salvator-Glocke | d′ –3    | 1403             | 1750         | JESU, SALVATOR MUNDI, MISERERE NOBIS (Jesus, Heiland der Welt, erbarme dich unser) am Mantel: Kreuz OBERLAR 1957 |
| Marien-Glocke   | e′ –6    | 1238             | 1200         | SANCTA MARIA, MEDIATRIX OMNIUM GRATIARUM, ORA PRO NOBIS (Hl. Maria, Mutter aller Gnadenerweisungen, bitte für uns!) am Mantel: Muttergottesbild mit Umschrift: AVE MARIA GRATIA PLENA (Gegrüßet seist Du Maria, voll der Gnade) OBERLAR 1957 |
| Joseph-Glocke   | fis′ –6  | 1097             | 800          | SANCTE JOSEPH, EXEMPLAR OPIFICUM, ORA PRO NOBIS (Hl. Joseph, Vorbild der Handwerker, bitte für uns) am Mantel: Bild des hl. Joseph OBERLAR 1957 |
| Nikolaus-Glocke | g‘ –5    | 1033             | 679          | SANCTE NICOLAE DE FLUE, ORA PRO OMNIBUS REM PUBLICAM MODERANTIBUS. NOS PATRIAE, PATRIA CHRISTO SUMPTIBUS SENATUS CIVILIS. JOHANNES MARK DE BROCKSCHEID ME FECIT (Hl. Nikolaus von der Flue, bitte für alle, die den Staat leiten, unser Vaterland, die Heimat Christi. Auf Kosten des Bürgerrates goss mich Johannes Mark aus Brockscheid.) am Mantel: Bild des hl. Nikolaus OBERLAR 1957 |
| Donatus-Glocke  | h′ –3    | 821              | 320          | A BELLI TERRORIBUS, FULGURE, GRANDINE ET TEMPESTATE LIBERA NOS, DOMINE. S. DONATE, O.P.N. (Von den Schrecken des Krieges, Blitz, Hagel und Unwetter befreie uns Herr.Hl. Donatus, bitte für uns!) am Mantel: Bild des hl. Donatus OBERLAR 1957 |
| Michael-Glocke  | d‘′ +2   | 684              | 200          | SANCTE MICHAEL ARCHANGELE, INTERCE PRO DEFUNCTIS! MORTUIS BELLORUM 1914 – 18 - 1939 – 45 SACRUM (Hl. Erzengel Michael, sei Fürsprecher für die Toten. Die Gefallenen der Kriege 1914 – 18 - 1939 – 45 in Ehren.) am Mantel: Bild des hl. Erzengels Michael OBERLAR 1957 |